# 183. Infanterie-Division (Deutsches Kaiserreich)
Die 183. Infanterie-Division war ein Großverband der Preußischen Armee im Ersten Weltkrieg.

## Geschichte
Die Division wurde am 16. Juni 1916 zusammengestellt und ausschließlich an der Westfront eingesetzt. Dort wurde sie am 16. September 1918 nach schweren Verlusten aufgelöst. Einziger Kommandeur des Großverbandes war Generalmajor/Generalleutnant Georg von Schüßler (1861–1927).

### Gefechtskalender

#### 1916
- 07. bis 15. Juli – Schlacht an der Somme
- 21. Juli bis 13. September – Stellungskämpfe in Flandern und Artois
- 23. September bis 23. Oktober – Schlacht an der Somme
- ab 27. Oktober – Stellungskämpfe zwischen Maas und Mosel
  - ab 27. Oktober – Kämpfe auf den Maashöhen im Abschnitt Loclont-Seuzey

#### 1917
- bis 24. Januar – Stellungskämpfe zwischen Maas und Mosel
  - bis 24. Januar – Kämpfe auf den Maashöhen im Abschnitt Loclont-Seuzey
- 24. Februar bis 2. März – Kämpfe im Abschnitt Loclont-Seuzey
- 15. März bis 5. April – Stellungskämpfe an der Aisne
- 06. bis 26. April – Doppelschlacht an der Aisne und in der Champagne
- 03. Mai bis 15. Juli – Stellungskämpfe im Oberelsass
- 16. Juli bis 2. August – Stellungskämpfe vor Verdun
- 03. bis 25. August – Schlacht in Flandern
- ab 27. August – Kämpfe in der Siegfriedstellung
  - 20. bis 29. November – Tankschlacht bei Cambrai
  - 30. November bis 7. Dezember – Angriffsschlacht bei Cambrai

#### 1918
- bis 31. Januar – Kämpfe in der Siegfriedstellung
- 01. Februar bis 20. März – Kämpfe in der Siegfriedstellung und Vorbereitung auf die Große Schlacht in Frankreich
- 21. März bis 6. April – Große Schlacht in Frankreich
- 07. April bis 2. Juni – Kämpfe an der Ancre, Somme und Avre
- 02. Juni bis 15. Juli – Stellungskämpfe zwischen Maas und Mosel bei Flirey, Limey und Regniéville
- 15. bis 28. Juli – Gefecht bei Hébuterne (Teile)
- 16. Juli bis 20. August – Kämpfe zwischen Arras und Albert
- 21. August bis 2. September – Schlacht zwischen Monchy-Bapaume
- 03. bis 6. September – Kämpfe vor der Front Ypern-La Bassée
- 07. bis 15. September – Kämpfe vor der Front Armentières-Lens
- 16. September – Auflösung der Division

## Gliederung

### Kriegsgliederung vom 2. März 1918
- 33. Reserve-Infanterie-Brigade
  - Infanterie-Regiment Nr. 184
  - Infanterie-Regiment Nr. 418
  - Reserve-Infanterie-Regiment Nr. 440
  - 4. Eskadron/Magdeburgisches Husaren-Regiment Nr. 10
- Artillerie-Kommandeur Nr. 183
  - Feldartillerie-Regiment Nr. 183
- Pionier-Bataillon Nr. 183
- Divisions-Nachrichten-Kommandeur Nr. 183